# Chiesa riformata di Medels im Rheinwald
La chiesa riformata di Medels im Rheinwald (in tedesco Reformierte Kirche Medels im Rheinwald) è un luogo di culto evangelico situato a Medels im Rheinwald, frazione del comune svizzero di Rheinwald nel Canton Grigioni (regione Viamala).

## Storia
Costruita nel 1708, la chiesa espletò le funzioni di parrocchiale dal 1726 al 1886, anno in cui la parrocchia venne aggregata a quella di Splügen.

## Descrizione
La chiesa, collocata su un terreno in pendenza, è costruita in modo tale da proteggere da eventuali slavine l'area dell'ingresso.